# Igreja de Santa Maria a Virgem (Northill)

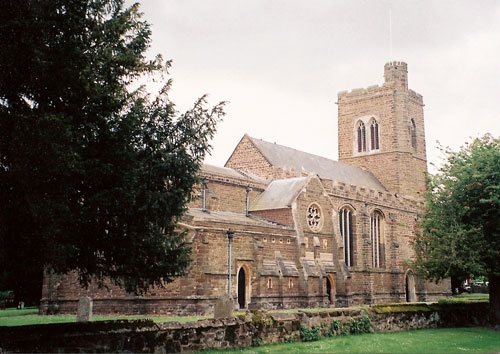

A Igreja de Santa Maria a Virgem é uma igreja listada como Grau I em Northill, Bedfordshire, na Inglaterra. Tornou-se um edifício listado no dia 31 de outubro de 1966.
As armas reais da igreja aparecem num vitral desenhado por John Oliver. É datado de 1664 e, portanto, as armas são do rei Carlos II. A janela foi encomendada pela Worshipful Company of Grocers, cujas armas aparecem ao lado das armas reais.